# Kruszwica
Kruszwica là một thị trấn thuộc huyện Inowrocławski, tỉnh Kujawsko-Pomorskie ở trung-bắc Ba Lan. Thị trấn có diện tích 7 km². Đến ngày 1 tháng 1 năm 2011, dân số của thị trấn là 9211 người và mật độ 1387 người/km².